# Syllimnophora latimanoides
Syllimnophora latimanoides är en tvåvingeart som beskrevs av John Otterbein Snyder 1957. Syllimnophora latimanoides ingår i släktet Syllimnophora och familjen husflugor. Inga underarter finns listade i Catalogue of Life.